# 小行星25497
小行星25497（25497 Brauerman）是一颗绕太阳运转的小行星，为主小行星带小行星。该小行星于1999年12月19日发现。

## 轨道参数
小行星25497的轨道半长轴为389 091 633 km，2.6008799 UA，离心率为0.093。